# Homalodotherium
Homalodotherium ( gr. "bestia con dientes iguales") es un género extinto de mamíferos placentarios del orden Notoungulata que vivió en el Mioceno Inferior, hace alrededor de 20 millones de años en Argentina y Chile. Los chalicoterios (perisodáctilos de Eurasia), los perezosos terrestres y los osos panda son un notable ejemplo de convergencia evolutiva con los homalodoterios.

## Generalidades
Homalodotherium fue un notoungulado de gran tamaño. La mayoría de los notungulados tenía pezuñas, pero Homalodotherium poseía garras en los cuatro dedos de cada pata.
En América del Sur evolucionó una amplia gama de animales herbívoros con pezuñas, en completo aislamiento porque, en aquella época, América del Sur era una isla-continente como Australia.
Al contrario que su pariente Toxodon, los caninos no estaban desarrollados. Por la forma del cráneo se supone que desarrolló una pequeña trompa. Sus extremidades anteriores eran largas, y las posteriores, más cortas, con lo que abandonaron la posición cuadrúpeda. En las patas delanteras tenían garras enormes y curvadas, que probablemente usaban para agarrar las hojas de los árboles ya que eran ramoneadores en los bosques y es posible que se pusiesen de pie sobre sus patas traseras para alcanzar las ramas más altas. Sus miembros eran gruesos, por lo que no parece que pudiera alcanzar gran velocidad. Medía 2 metros de longitud.
La función de las garras se mantiene en el misterio; quizás usaba las garras para desenterrar raíces y bulbos jugosos o para agarrarse y trepar por el tronco de los árboles. Tal vez se incorporaba también sobre las patas traseras a fin de doblar ramas y comer hojas.
Se ha comparado a los homalodoterios con caballos con garras. La comparación sin embargo no es demasiado apropiada. Si bien la cabeza y el cuerpo se parecían un poco a los del caballo, las extremidades eran pesadas y no servían para correr. Eran digitígrados.

## Galería de imágenes

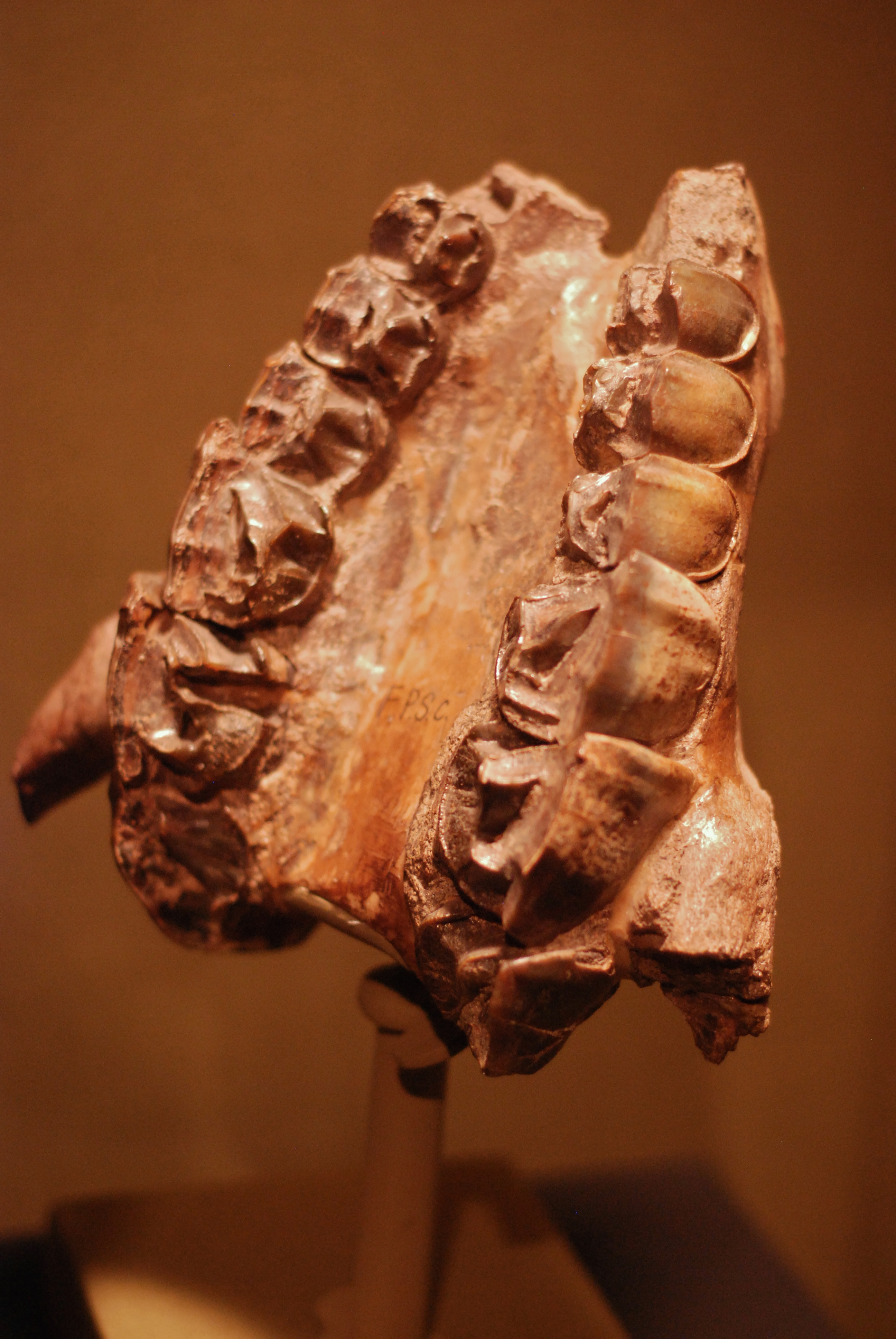
Paladar de Homalodotherium cunninghami. Museo de La Plata
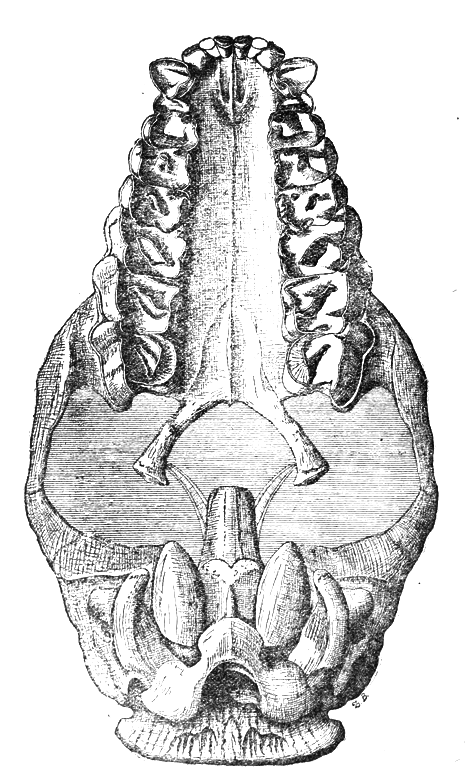
Cráneo de Homalodotherium segoviae, vista ventral
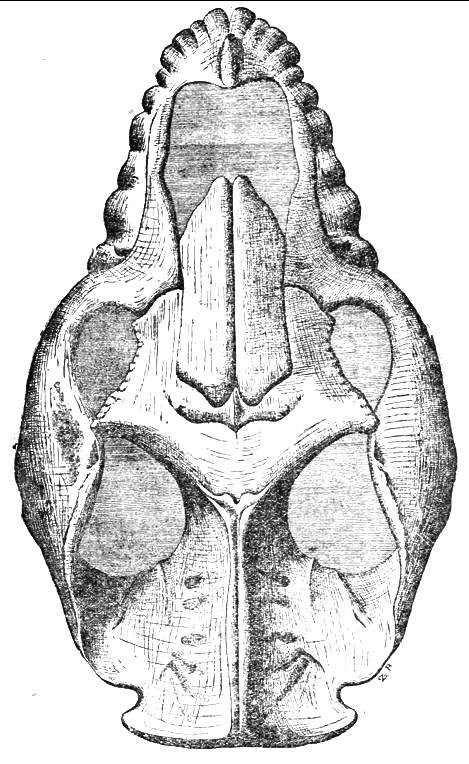
Cráneo de Homalodotherium segoviae, vista dorsal
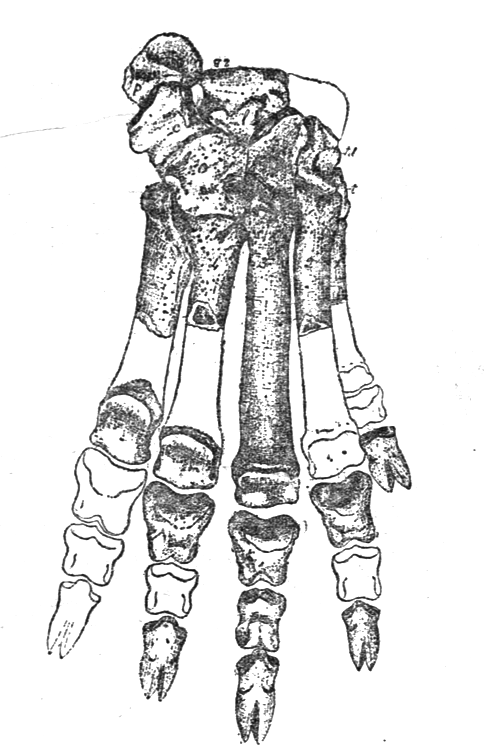
Mano derecha de Homalodotherium segoviae, vista dorsal